# 小林正典
小林 正典（こばやし まさのり、1982年11月8日 - ）は、日本の歌手、声優。
北海道出身。株式会社エムズクリエイションズ所属。

## 来歴
2010年
「第4回全日本アニソングランプリ」で審査員特別賞を受賞。『CRASH ！』の実写版として黒瀬桐役でデビュー。
2014年
アーケードゲーム「pop'n music ラピストリア」で楽曲「今夜ボクがキミの救世主っ！」を歌唱。
2016年
配信のスマホアプリ「バンドやろうぜ！」で、OSIRISの高良 京役。
2019年
ソロプロジェクト「WAЯROCK」として活動開始。
2019年
アニメ「number 24」主題歌担当決定。
2019年
舞台「ビックリマン 〜ザ☆ステージ〜」ヤマト王子役。
2020年
アニメ「number 24」是枝裕樹役
2024年
アーケードゲーム「GITADORA GALAXY WAVE」で楽器「月下美人」を歌唱。

## 出演

### アニメ
- WEBサイト 「VOMIC 『CRASH』」 (黒瀬桐)
- ドラマCD 「プラトニック ブラッド」 (露店の客)
- 「SUPER LOVERS」第七話(男子生徒)
- 「number24」（是枝裕樹[1]）

### ゲーム
- スマホアプリ「バンドやろうぜ！」OSIRIS (高良京)
- mixiゲーム「ドラゴンアウェイクン」

### 舞台
- 2013年1月「ホス探へようこそ」 (乙州)
- 「J-VOICE プロジェクト」第2回公演『真夏の奇跡』（ナポリタン正典）
- 2015年11月東京ハイビーム「ホスピタル」 (タヒチ/主演)
- 2016年4月東京ハイビーム「SHORT GUN」
- 2016年8月東京ハイビーム「ミッドナイト」ミッドナイト役（主演）
- 2017年12月東京ハイビーム「SHORT GUN THIRD SHOT」（作：鈴木アツト・鹿目由紀・清野拓人・中澤功・吉村ゆう、演出：吉村ゆう） - 『天才の推理と凡人の心理』 北野役/ 『アニバーサリー』 旅人2役（主演）/『ゴーストよ、こんにちわ』ゴースト役※12月20日のみ出演
- 2019年12月 舞台「ビックリマン 〜ザ☆ステージ〜」ヤマト王子役
- 2025年10月 SEPT fate to ReAnimation「Rebellion」[2]

### TV
- WEB 『正しいデス声講座』 （生徒）

### LIVE
- 『台湾国際旅行博2013』アニソンステージ（2012年）
- 六本木BEE HIVEにてアニソンライブに定期的に出演（2012年5月〜）
- 『Ota Rock Empire Vol.4』（2013年）
- 『BLUE MOOD NEW YEAR BOYS LIVE』（2014年）
- 「バンドやろうぜ！」リアルバンド　OSIRISライブ(2016〜2018年)
- WAЯROCK ONMANE LIVE ~The World of Singularity = ∞~(2019年1月28日)
- WAЯROCK 2nd ONEMAN LIVE〜Magiarhythm〜(2019年5月12日）
- WAЯROCK 3rd ONEMAN LIVE The Declarer ～Without music, life would be a mistake.～(2019年8月16日）
- WAЯROCK 4th ONEMAN LIVE The Declarer ～Don’t explain your philosophy. Embody it.～(2019年11月8日）

## ディスコグラフィ

### シングル
|            | 発売日        | タイトル | 規格品番 | 規格品番 | オリコン 最高位 |
| 初回限定盤 | 発売日        | タイトル | 通常盤   |          | オリコン 最高位 |
| ---------- | ------------- | -------- | -------- | -------- | --------------- |
| 1st        | 2020年1月31日 | SET!     | -        | MVC-0056 |                 |

### タイアップ曲
| タイトル                           | タイアップ                                                                     | 時期   |
| ---------------------------------- | ------------------------------------------------------------------------------ | ------ |
| SET!                               | テレビアニメ『number24』オープニングテーマ                                     | 2020年 |
| 仇討サバイバー                     | Nintendo Switch用ゲーム『新宿羅生門 ―Rashomon of Shinjuku―』オープニングテーマ | 2024年 |
| 月下美人(石井 真之 feat.小林 正典) | アーケードゲーム『GITADORA GALAXY WAVE』搭載曲                                 | 2024年 |

### キャラクターソング
| 発売日        | 商品名                          | 歌    | 楽曲             | 備考                             |
| ------------- | ------------------------------- | ----- | ---------------- | -------------------------------- |
| 2011年6月15日 | CRASH!10巻 楽天ブックス予約特典 | CRASH | 「CRASH ON YOU」 | コミック「CRASH!」イメージソング |

## ライブ

### 合同ライブ
| 出演日        | タイトル                                     | 会場                       | 出演者                                        |
| ------------- | -------------------------------------------- | -------------------------- | --------------------------------------------- |
| 2011年3月18日 | ANIMAX 全日本アニソングランプリ SPECIAL LIVE | 原宿アストロホール(東京都) | 河野マリナ、CRASH！、喜多修平、佐咲紗花、愛美 |

### ユニットメンバー
1. ↑  黒瀬桐（小林正典）、紫ノ塚怜（霜月紫）、赤松順平（渡辺和貴）、緑川一彦（斎藤楓子）、青柳侑吾（中村優也）

1. ↑  “cast & staff”. TVアニメ「number24（ナンバー・トゥーフォー）」公式サイト. 2019年12月25日閲覧。
2. ↑  “SEPT「Rebellion」追加キャスト発表、日替わりゲストにBUDDiiS西田祥・大平峻也ら”. ステージナタリー.   ナターシャ (2025年8月2日). 2025年8月3日閲覧。